# Giuseppe Rubini (calciatore)
Giuseppe Rubini (Zola Predosa, 8 settembre 1899 – ...) è stato un calciatore italiano di ruolo attaccante.

## Carriera
Ha disputato quattro stagioni nella massima divisione dell'epoca con il Bologna, contribuendo alla vittoria dello scudetto nel 1924-1925.

## Palmarès

### Giocatore

#### Club
- Campionato italiano: 1

Bologna: 1924-1925